# Alessandro Potenza
Alessandro Potenza (nascut el 8 de març de 1984 a San Severo) és un futbolista italià que juga com a defensa central al Calcio Catania.

## Equips
- 2002-2003: Internazionale
- 2003-2004: Ancona i Parma FC cedit per l'Inter
- 2004-2005: Parma FC i AC Chievo cedit per l'Inter
- 2005-2006: RCD Mallorca cedit per l'Inter
- 2006-2008: ACF Fiorentina
- 2008-2009: Genoa CFC
- 2009-: Calcio Catania

## Palmarès
- Campionat d'Europa de Futbol sub-19 de la UEFA 2003
- Campionat d'Europa de Futbol sub-21 de la UEFA 2004